# Заманилки
Замани́лки (рос. Заманилки) — село у складі Цілинного округу Курганської області, Росія.
Населення — 518 осіб (2010, 775 у 2002).
Національний склад станом на 2002 рік:
- росіяни — 87 %